# Пайпер Перри
Пайпер Перри (англ. Piper Perri, настоящее имя — Жюльенн Леда Фредерико (англ. Julienne Leda Frederico); род. 5 июня 1995 года, Гаррисберг, Пенсильвания, США) — американская порноактриса.

## Биография
Родилась 5 июня 1995 года в городе Гаррисберг, Пенсильвания, США. Родители развелись, когда ей было три года. С тех пор Пайпер жила с матерью, с которой переезжала по разным штатам, таким как Мэриленд, Флорида, Луизиана и Техас. Потеряла девственность в 13 лет.
Дебютировала в порноиндустрии 5 ноября 2014 года. В первой сцене исполняла фут-фетиш для порносайта. Работала с такими компаниями, как Bang Bros, Brazzers, Mofos, Reality Kings, Vivid, Lethal Hardcore, Elegant Angel, Kick Ass, Evil Angel и New Sensations.
Говоря о сценическом имени, актриса подчёркивает, что именно её агент придумал художественный псевдоним, с которым она известна в отрасли. Хотя она пробовала другие имена, такие как Эшли Бэнкс (Ashley Banks), в конечном итоге остановилась на Пайпер Перри, отчасти в честь персонажа Пайпер Чапман из сериала «Оранжевый — хит сезона», сыгранного Тейлор Шиллинг.
В 2017 году впервые была номинирована на AVN Awards в категориях «Лучшая новая старлетка» и «Лучшая групповая лесбийская сцена» за фильм Violation of Piper Perri.
В январе 2018 года стала девушкой месяца порносайта Girlsway.
Снялась более чем в 240 фильмах. Любимая порноактриса Пайпер — Саша Грей, из жанров предпочитает смотреть анальный гэнг-бэнг.
В апреле 2016 года её бойфренд убил её 2-летнего сына, пока она была на работе. Спустя два года она прекратила карьеру.

## Piper Perri Surrounded
За пределами порноиндустрии наиболее известна как героиня мема Piper Perri Surrounded. Мем представлен в виде картинки, где она сидит на диване, позади которого стоят пять крупных чёрных мужчин. Картинка является скриншотом из порнофильма в жанре гэнг-бэнг «Orgy Is the New Black». Первое использование картинки в таком качестве датируется в 2016 годом на сайте 9GAG, изначально она символизировала ситуацию со множеством навалившихся сложных проблем. Позже появились многочисленные вариации и пародии.

## Награды и номинации
| Год  | Церемония                   | Результат | Номинация                                         | Работа                   |
| ---- | --------------------------- | --------- | ------------------------------------------------- | ------------------------ |
| 2016 | Nightmoves                  | Номинация | Лучшая новая старлетка                            | н/д                      |
| 2016 | Nightmoves Fan Awards       | Номинация | Лучшая новая старлетка                            | н/д                      |
| 2016 | Spank Bank Awards           | Номинация | Забавный размерный трах кролика                   | н/д                      |
| 2016 | Spank Bank Awards           | Номинация | Графиня акробатизма                               | н/д                      |
| 2016 | Spank Bank Awards           | Номинация | Самая тугая киска                                 | н/д                      |
| 2016 | Spank Bank Technical Awards | Победа    | Способный проглотить ее вес в сперме              | н/д                      |
| 2017 | AVN Awards                  | Номинация | Лучшая новая старлетка                            | н/д                      |
| 2017 | AVN Awards                  | Номинация | Лучшая групповая лесбийская сцена                 | Violation of Piper Perri |
| 2017 | AVN Awards                  | Номинация | Приз зрительских симпатий: самый горячий дебютант | н/д                      |
| 2017 | AVN Awards                  | Номинация | Приз зрительских симпатий: медиазвезда            | н/д                      |
| 2017 | Spank Bank Awards           | Номинация | Рожден для ручной работы                          | н/д                      |
| 2017 | Spank Bank Awards           | Номинация | Забавного размера игрушка для траха               | н/д                      |
| 2017 | Spank Bank Awards           | Номинация | Самые трахаемые ноги                              | н/д                      |
| 2017 | Spank Bank Awards           | Номинация | Новичок года                                      | н/д                      |
| 2017 | XBIZ Award                  | Номинация | Лучшая сексуальная сцена во всем секс-фильме      | Interracial Teens        |
| 2017 | XRCO Award                  | Номинация | Новая старлетка                                   | н/д                      |
| 2018 | AVN Awards                  | Номинация | Лучшая виртуальная сцена                          | Sorority Hookup Part 2   |
| 2018 | AVN Awards                  | Номинация | Приз зрительских симпатий: любимая актриса        | н/д                      |
| 2018 | Spank Bank Awards           | Номинация | Минет / Буккаке Крутая девчонка года              | н/д                      |
| 2018 | Spank Bank Awards           | Номинация | Забавный размер                                   | н/д                      |
| 2018 | Spank Bank Awards           | Номинация | Гуру года в глорихоле                             | н/д                      |
| 2018 | Spank Bank Awards           | Номинация | Самая тугая вагина                                | н/д                      |
| 2018 | Spank Bank Awards           | Номинация | Звезда виртуальной реальности года                | н/д                      |
| 2018 | XBIZ Award                  | Номинация | Лучшая сцена в видеоролике                        | Cumming of Age           |
| 2018 | XBIZ Award                  | Номинация | Лучшая виртуальная сцена                          | An Action is a Go!       |

## Избранная фильмография
Некоторые фильмы:
- Bang My Braces[11]
- Blackzilla Rises 2[12]
- Coming Of Age[13]
- Cuties 9[14]
- Early 20’s Fun[15]
- Evil Lesbian Stepmother[16]
- Good Little Girl[17]
- Lesbian Fantasies[18]
- Pure 6[19] .